# Crkva svetog Ahilija u Arilju
Crkva sv. Ahilija (Црква Cветог Ахилија) nalazi se u Arilju, Srbija te je poznata i kao manastir Arilje (Mанастир Aриље). Građevina pripada Srpskoj pravoslavnoj crkvi, a posvećena je svetome Ahiliju, koji je bio biskup Larise u Grčkoj. 

## Opis
Crkva je izgrađena 1296.; srpski kralj Stefan Dragutin dao je podići crkvu.
Crkva je „galerija” prelijepih freski. Dragutin je prikazan sa svojim bratom Milutinom i suprugom, Katarinom Arpadović. Prikazani su i Dragutinovi sinovi, Stefan Vladislav II. i Urošica, koji je pokopan u crkvi.